# Autumn Almanac
Roast beef on Sundays, all right.

I go to Blackpool for my holidays,

Sit in the autumn sunlight.»
Il roast beef alla domenica, che bello.

Vado a Blackpool per le mie vacanze,

Seduto alla luce del sole autunnale.»
(Autumn Almanac, The Kinks)
Autumn Almanac è un brano musicale del gruppo rock britannico The Kinks, scritto dal leader del gruppo Ray Davies e pubblicato su singolo nel 1967.

## Il brano
Autumn Almanac è stata di volta in volta definita "un classico assoluto", una "sottile ed arguta osservazione dei costumi inglesi", un "impietoso sguardo su un personaggio bizzarro"; ed elogiata per il suo "vellutato, melodico sound che avrebbe caratterizzato la prossima fase artistica dei Kinks..." Alcuni si sono spinti fino a posizionare questa ed altre composizioni di Davies nella tradizione pastorale-romantica della poetica di Wordsworth.
Nella sua autobiografia del 1995 X-Ray, Davies descrisse il brano come ispirato a un giardiniere gobbo della zona di Muswell Hill, sobborgo di North London.

### Pubblicazione
Autumn Almanac venne pubblicata come singolo non estratto da album tra gli LP Something Else by the Kinks del '67 e The Kinks Are the Village Green Preservation Society del 1968. Come molte altre incisioni della fine degli anni sessanta, Autumn Almanac fu prodotta sia in formato mono che stereo. La versione mono fu quella ad essere pubblicata su 45 giri e successivamente inclusa come bonus track nella ristampa in CD del 1998 di Something Else by The Kinks e in molte altre compilation. La versione stereo, dieci secondi più lunga e con più effetti sonori "psichedelici" nella dissolvenza finale, apparve invece sulla raccolta The Kink Kronikles pubblicata nel 1972 solo per il mercato statunitense, e nella deluxe edition su doppio CD di Something Else del 2011.

## Tracce singolo UK
Pye 7N 17400
1. Autumn Almanac - 3:05
2. Mister Pleasant - 3:00

## Tracce singolo USA/Europa
Reprise 0647
1. Autumn Almanac - 3:05
2. David Watts - 2:32